# Rudolf Elvers
Rudolf Elvers (* 18. Mai 1924 in Plau; † 23. Oktober 2011 in Berlin) war ein deutscher Musikwissenschaftler und Bibliothekar. Er befasste sich insbesondere mit dem Werk von Felix Mendelssohn Bartholdy.

## Laufbahn

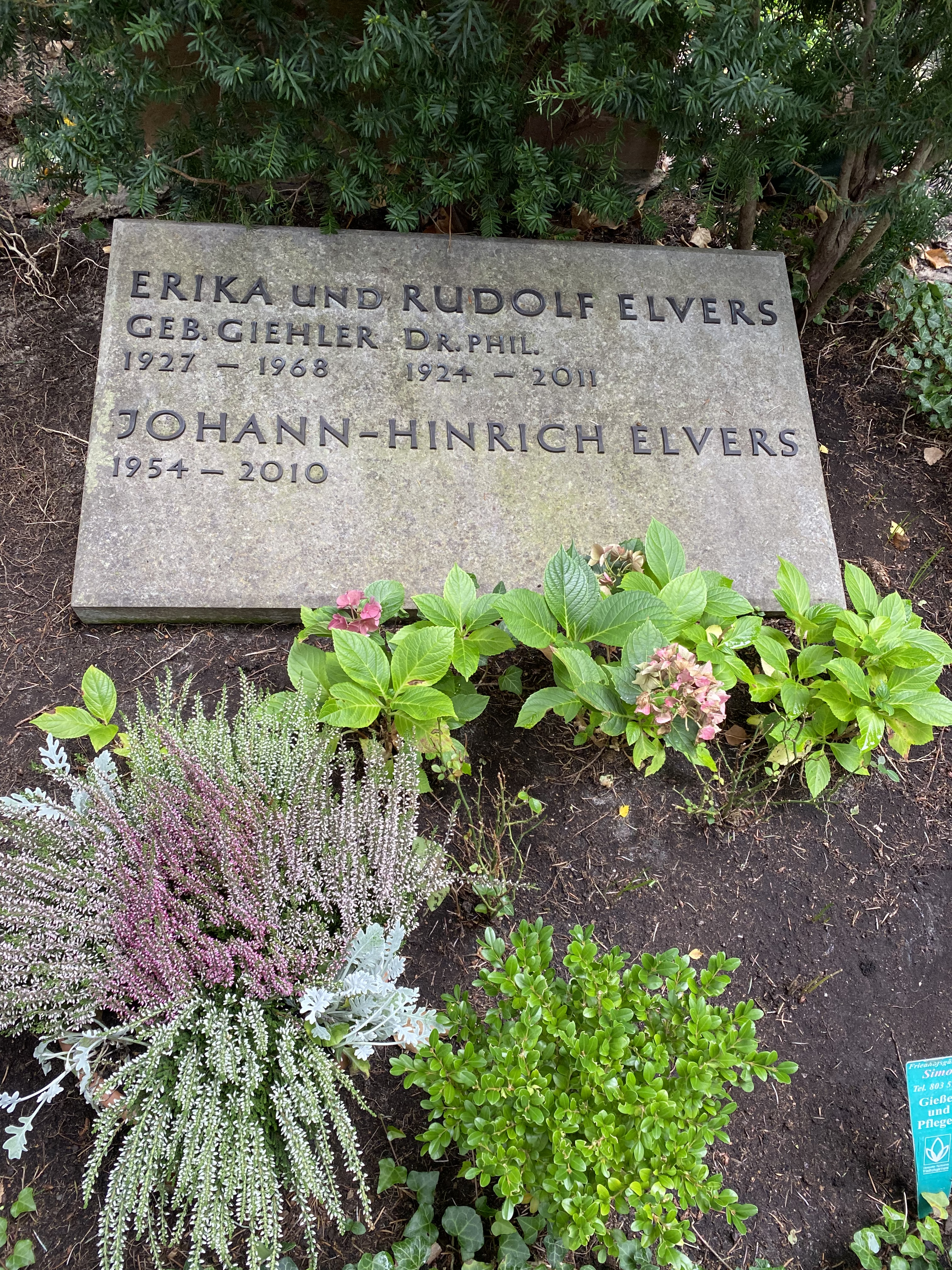
Grabstätte Rudolf Elvers

Rudolf Elvers wurde als Sohn von Kaufleuten geboren. Zur Schule ging er zunächst in Plau und dann auf die Oberschule bei Waren an der Müritz. Während seiner Wehrmachts-Jahre im Zweiten Weltkrieg wurde er von sowjetischen Soldaten gefangen genommen. Nach seiner Rückkehr studierte er 1946 bei Walter Gerstenberg in Rostock und später an der Freien Universität in Berlin. 1953 wurde er mit einer Dissertation über Tempi in der Instrumentalmusik Mozarts promoviert und wirkte anschließend als Musikalienhändler beim Merseburger Verlag in Berlin.
Elvers blieb während seines ganzen Lebens ein begeisterter Sammler. Er baute eine der bedeutendsten Sammlungen von autographen Briefen, Manuskripten und Artefakten Felix Mendelssohn Bartholdys und seiner Familie auf, die er 2009 dem Stadtgeschichtlichen Museum in Leipzig schenkte.
Während seiner Jahre in der Musikabteilung der Staatsbibliothek zu Berlin war er – teils gemeinsam mit Hans-Günter Klein – verantwortlich für eine Reihe von Katalogen, die heute als Standard-Nachschlagewerke gelten, darunter zu Johann Sebastian Bach, Carl Philipp Emanuel Bach und der Familie Mendelssohn.
Elvers arbeitete während dieser Zeit auch als Musikkritiker und bereitete mehrere Bände einer Edition von Felix Mendelssohn Bartholdys Briefen vor, deren Abschlussband 2017 im Kasseler Bärenreiter-Verlag erschien.
Seine letzte Ruhestätte fand Rudolf Elvers auf dem Friedhof Heerstraße (Abt. 19E).

## Schriften (Auswahl)
- Altberliner Musikverleger. Merseburger, Berlin 1961.
- Musikdrucker, Musikalienhändler und Musikverleger in Berlin 1750 bis 1850. Eine Übersicht. In: Georg von Dadelsen, Andreas Holschneider (Hrsg.): Festschrift Walter Gerstenberg zum 60. Geburtstag. Möseler, Wolfenbüttel u. a. 1964, S. 37–44.
- Breitkopf & Härtel 1719-1969. Ein historischer Überblick zum Jubiläum. Breitkopf & Härtel, Wiesbaden 1968.
- Felix Mendelssohn Bartholdy. Dokumente seines Lebens. Ausstellung zum 125. Todestag im Mendelssohn–Archiv der Staatsbibliothek Preußischer Kulturbesitz vom 1. bis 30. November 1972. (= Ausstellungskataloge, 3). Berlin 1972.
- Die Berliner Musikverlage im 19. Jahrhundert. In: Hellmut Kühn, Peter Nitsche (Hrsg.): Bericht über den internationalen musikwissenschaftlichen Kongreß. Berlin 1974. Bärenreiter, Kassel u. a. 1980, ISBN 3-7618-0592-6, S. 379–380.
- Berliner Musikverleger. In: Carl Dahlhaus (Hrsg.): Studien zur Musikgeschichte Berlins im frühen 19. Jahrhundert (= Studien zur Musikgeschichte des 19. Jahrhunderts; 56). Bosse, Regensburg 1980, ISBN 3-7649-2188-9, S. 285–291.
- Anmerkungen zur Klassik in der Musik. (Vortrag 1981). In: Kaldewey’s Lese-Kabinett [...] Band 15 (Katalog 67), Kaldewey, Düsseldorf [1982].